# Saint Bartlett
Saint Bartlett är det tionde albumet av den amerikanska singer/songwritern Damien Jurado, utgivet den 25 maj 2010. Som producent står Richard Swift.

## Låtlista
1. "Cloudy Shoes"
2. "Arkansas"
3. "Rachel & Cali"
4. "Throwing Your Voice"
5. "Wallingford"
6. "Pear"
7. "Kansas City"
8. "Harborview"
9. "Kalama"
10. "The Falling Snow"
11. "Beacon Hill"
12. "With Lightning In Your Hands"